# Старые деньги
Старые деньги (англ. Old money) — «унаследованное богатство устоявшихся семей высшего класса (то есть джентри, патриции)» или «человек, семья или род, обладающий унаследованным богатством». Этот термин обычно описывает социальный класс богатых, которые смогли поддерживать своё богатство на протяжении нескольких поколений, часто относясь к предполагаемым членам де-факто аристократии в обществах, в которых исторически отсутствует официально установленный аристократический класс (например, в США).

## США
Богатство — активы, которыми владеет отдельный человек или семья, — передаваясь из поколения в поколение, обеспечивает финансовую стабильность потомкам. Семьи со «старыми деньгами» используют накопленные активы и сбережения для преодоления перебоев в доходах, тем самым защищаясь от нисходящей социальной мобильности.
Старые деньги обычно ассоциировались со статусом белых англосаксонских протестантов (WASP).
«Старые деньги» относятся к тем представителям высшего класса, богатство которых отделяет их от низших социальных классов. Согласно антропологу У. Ллойду Уорнеру, высший класс в Соединённых Штатах в 1930-е годы был разделён на высший-высший и высший-низший классы. К высшему-низшему классу относились те, кто не происходил из традиционно богатых семей. Зарабатывали они не на наследстве, а на инвестициях и бизнесе. К высшему-низшему классу относились, в частности, Джон Д. Рокфеллер, чей отец был бродячим торговцем, Корнелиус Вандербильт, чей отец управлял паромом в бухте Нью-Йорка, Генри Флаглер, сын пресвитерианского священника, и Эндрю Карнеги, сын ткача-шотландца. В отличие от нуворишей, семьи высшего-высшего класса считались «квазиаристократами» и «высшим обществом». Эти семьи были богатыми и занимали видное место в политике Соединенных Штатов на протяжении поколений. Во многих случаях их известность возникла ещё до Американской революции (1765—1783), когда их предки накопили состояния как члены элитного класса плантаторов или как судовладельцы и торговцы, в том числе рабами и пушниной. Во многих случаях, особенно в Виргинии, Мэриленде и обеих Каролинах, источником богатства этих семей были обширные участки земли, предоставленные их предкам Британской короной или приобретённые в колониальный период. Эти семьи часто были связаны друг с другом браками и иногда назывались «американскими джентри». Из этого класса вышли нескольких отцов-основателей США и первые президенты Соединённых Штатов. Примером этого социального класса был Джордж Вашингтон, состояние которого оценивают в $525 млн (в ценах 2016 года) из-за его обширных земельных владений и рабов, что делает его вторым по богатству среди президентов США.
После Гражданской войны в США (1861—1865) состояние многих представителей этого социального класса резко сократилось, в первую очередь из-за того что их рабы стали свободными людьми. Кроме того, «американские джентри» из Южных штатов понесли большие убытки из-за действий Армии Союза под командованием генералов Уильяма Текумсе Шермана и Филиппа Шеридана, которые уничтожали посевы, убивали или конфисковывали домашний скот, жгли плантации, а в некоторых случаях даже целые города, такие как Атланта. Они использовали тактику «выжженной земли», надеясь заставить Конфедеративные Штаты Америки подчиниться из-за угрозы голода. После Тринадцатой поправки к Конституции США (1865) и освобождения рабов многим плантаторам пришлось перейти на издольщину. Афроамериканцы-вольноотпущенники работали издольщиками на той же земле, где они работали рабами до войны. В то же время принятие законов Джима Кроу и лишения прав освобождённых чернокожих позволило после завершения Реконструкции (1863—1877) многим семьям плантаторов восстановить если не их огромные богатства, то по крайней мере своё политическое положение на юге США.
«Старые деньги» ценились выше чем «новые», даже если у нуворишей было больше богатства. В конце XIX и начале XX века нувориши откровенно хвастали своим богатством, строя особняки, имитирующие дворцы европейской знати, в то время как семьи «высшего общества» были более консервативными. Американские «старые деньги» склонны придерживаться основных протестантских деноминаций; среди них наиболее распространены епископалы и пресвитериане.
Хотя многие люди со «старыми деньгами» не входят в список самых богатых американцев Forbes 400, их богатство не только сохраняются, но и во многих случаях продолжает расти. Многие семьи увеличили свои состояния с помощью инвестиционных стратегий, таких как объединение ресурсов. Например, чистая стоимость активов семьи Рокфеллеров, оцениваемая в 1930-х годах в $1 млрд, выросла к 2000 году до $8,5 млрд, то есть без поправки на инфляцию. За 60 лет четыре из самых богатых семей в Соединённых Штатах увеличили свои совокупные состояния на $2-4 млрд в 1937 году до $38 млрд, не имея больших долей в развивающихся отраслях. В то же время с поправкой на инфляцию фактическое долларовое богатство многих из семей «старых денег» сократилось с 1930-х годов.
С точки зрения управления, «старые деньги» можно разделить на две группы: активные «старые деньги» и пассивные «старые деньги». К первым относятся наследники, которые, несмотря на имеющееся в их распоряжении унаследованное богатство или то, к чему они могут получить доступ в будущем, решают продолжить свою карьеру или открыть собственное дело. Пэрис Хилтон и Стелиос Хаджи-Иоанну являются примерами этой категории. С другой стороны, пассивные «старые деньги» — это те, кто живут на доход с активов, доставшихся по наследству и управляемых другими людьми.
«Старые деньги» контрастируют с нуворишами и парвеню, которые подпадают под категорию «новые деньги», так как происходят не из традиционно богатых семей.

## Европа
Семья Ротшильдов, например, основывала финансовые дома по всей Европе с XVIII века и была удостоена дворянства Габсбургами и королевой Викторией. На протяжении XIX века они контролировали самое большое состояние в мире, которое сегодня исчисляется сотнями миллиардов. Семья, по крайней мере до некоторой степени, сохраняла своё богатство на протяжении более двух столетий. Однако их британские коллеги не считали Ротшильдов «старыми деньгами». В Великобритании этот термин обычно относится исключительно к помещикам, землевладельцам из числа потомственных пэров, которые традиционно живут за счёт земли, унаследованной по отцовской линии. Британская концепция «старых денег» тесно связана с родословной, и нередко можно найти человека со «старыми деньгами», который на самом деле беден или и вовсе неплатежеспособен. В начале XXI века представители этой категории — аристократы-землевладельцы — всё ещё входят в список самых богатых людей Соединённого Королевства. Например, герцог Вестминстерский через Grosvenor Group владеет большими участками земли в Лондоне, включая 200 акров в Белгравии и 100 акров в Мейфэр, а виконт Портман является владельцем 100 акров земли к северу от Оксфорд-стрит.
Во Франции «200 семей» контролировали большую часть национального богатства после 1815 года. Понятие «200 семей» произошло от политике, согласно которой из 40 000 акционеров Банка Франции только 200 были допущены к участию в годовом собрании. В 1820 году во всей 27-миллионной стране право голоса имели только от 80 000 до 90 000 человек, а самая богатая четверть из них имела два голоса.

## В культуре
Телесериал «Аббатство Даунтон» часто противопоставляет «старые» и «новые деньги» в Великобритании в начале XX века, делая акцент на различиях между ними. В частности, между агрессией газетчика сэра Ричарда Карлайла, парвеню, и «благородством» леди Мэри Кроули, наследницей древнего рода.
Пожалуй, наиболее известную критику противоречий между «старыми» и «новыми деньгами» в американской литературе можно найти в «Великом Гэтсби» Ф. Скотта Фицджеральда. Семья Бьюкенен (Том и Дейзи) благодаря своему статусу ускользают от наказания за убийство; в то время как «новые деньги», представленные самим Гэтсби, поочередно приветствуются и презираются другими персонажами книги. Фицджеральд через своего рассказчика Ник Каррауэя резко критикует людей, владеющих «старыми деньгами»: «Они были беспечными существами, Том и Дэйзи, они ломали вещи и людей, а потом убегали и прятались за свои деньги, свою всепоглощающую беспечность или ещё что-то, на чем держался их союз, предоставляя другим убирать за ними».

### United States
- Aldrich, Nelson W. Old Money: The Mythology of Wealth in America (англ.). — NY: Allworth Press, 1996. — ISBN 9781880559642.
- Allen, Irving Lewis. «WASP—From Sociological Concept to Epithet», Ethnicity 2.2 (1975): 153—162.
- Baltzell, E. Digby. Philadelphia Gentlemen: The Making of a New Upper Class (1958).
- Beckert, Sven. The monied metropolis: New York City and the consolidation of the American bourgeoisie, 1850—1896 (2003).
- Brooks, David. Bobos in paradise: The new upper class and how they got there (2010)
- Davis, Donald F. «The Price of Conspicious Production: The Detroit Elite and the Automobile Industry, 1900—1933.» Journal of Social History 16.1 (1982): 21-46. online
- Farnum, Richard. «Prestige in the Ivy League: Democratization and discrimination at Penn and Columbia, 1890—1970.» in Paul W. Kingston and Lionel S. Lewis, eds. The high-status track: Studies of elite schools and stratification (1990).
- Foulkes, Nick. High Society — The History of America’s Upper Class, (Assouline, 2008) ISBN 2759402886.
- Fraser, Steve and Gary Gerstle, eds. Ruling America: A History of Wealth and Power in a Democracy, Harvard University Press, 2005, ISBN 0-674-01747-1.
- Ghent, Jocelyn Maynard, and Frederic Cople Jaher. «The Chicago Business Elite: 1830—1930. A Collective Biography.» Business History Review 50.3 (1976): 288—328. online
- Hood, Clifton. In Pursuit of Privilege: A History of New York City’s Upper Class and the Making of a Metropolis (2016). Covers 1760—1970.
- Ingham, John N. The Iron Barons: A Social Analysis of an American Urban Elite, 1874—1965 (1978)
- Jaher, Frederic Cople, ed. The Rich, the Well Born, and the Powerful: Elites and Upper Classes in History (1973), essays by scholars
- Jaher, Frederick Cople. The Urban Establishment: Upper Strata in Boston, New York, Chicago, Charleston, and Los Angeles (1982).
- Lundberg, Ferdinand: The Rich and the Super-Rich: A Study in the Power of Money Today (1968)
  - Ландберг Ф. Богачи и сверхбогачи. О подлинных правителях Соединённых Штатов Америки. — М.: «Прогресс», 1971. — 684 с.
- McConachie, Bruce A. «New York operagoing, 1825-50: creating an elite social ritual.» American Music (1988): 181—192. online
- Maggor, Noam. Brahmin Capitalism: Frontiers of Wealth and Populism in America’s First Gilded Age (Harvard UP, 2017); 304 pp. online review
- Ostrander, Susan A. Women of the Upper Class (англ.). — Temple University Press, 1986. — ISBN 978-0-87722-475-4.
- Phillips, Kevin P. Wealth and Democracy: A Political History of the American Rich, Broadway Books. 2003, ISBN 0-7679-0534-2.
- Story, Ronald. (1980) The forging of an aristocracy: Harvard & the Boston upper class, 1800—1870
- Williams, Peter W. Religion, Art, and Money: Episcopalians and American Culture from the Civil War to the Great Depression (2016), especially in New York City